# Kefe

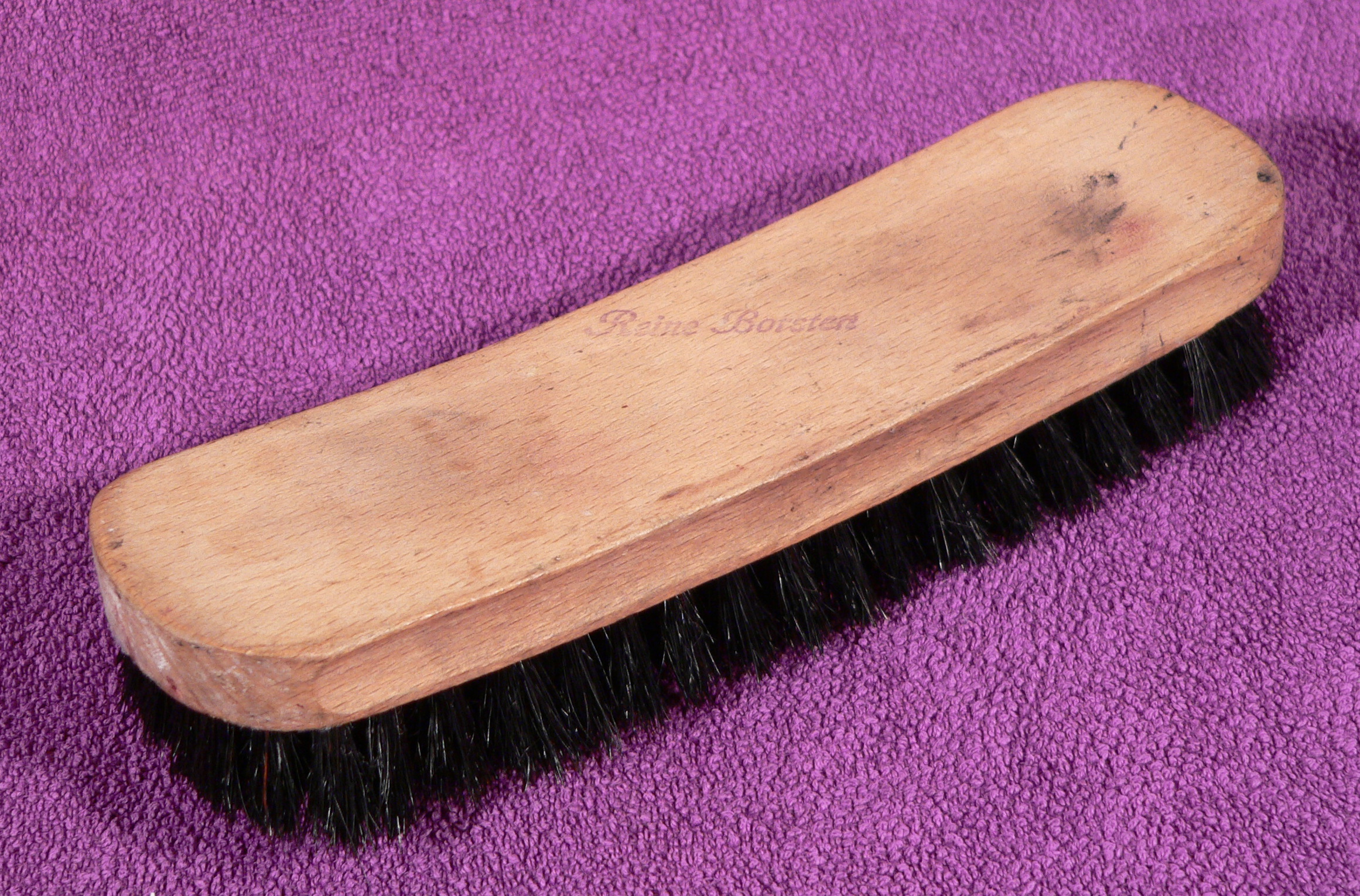
Cipőkefe

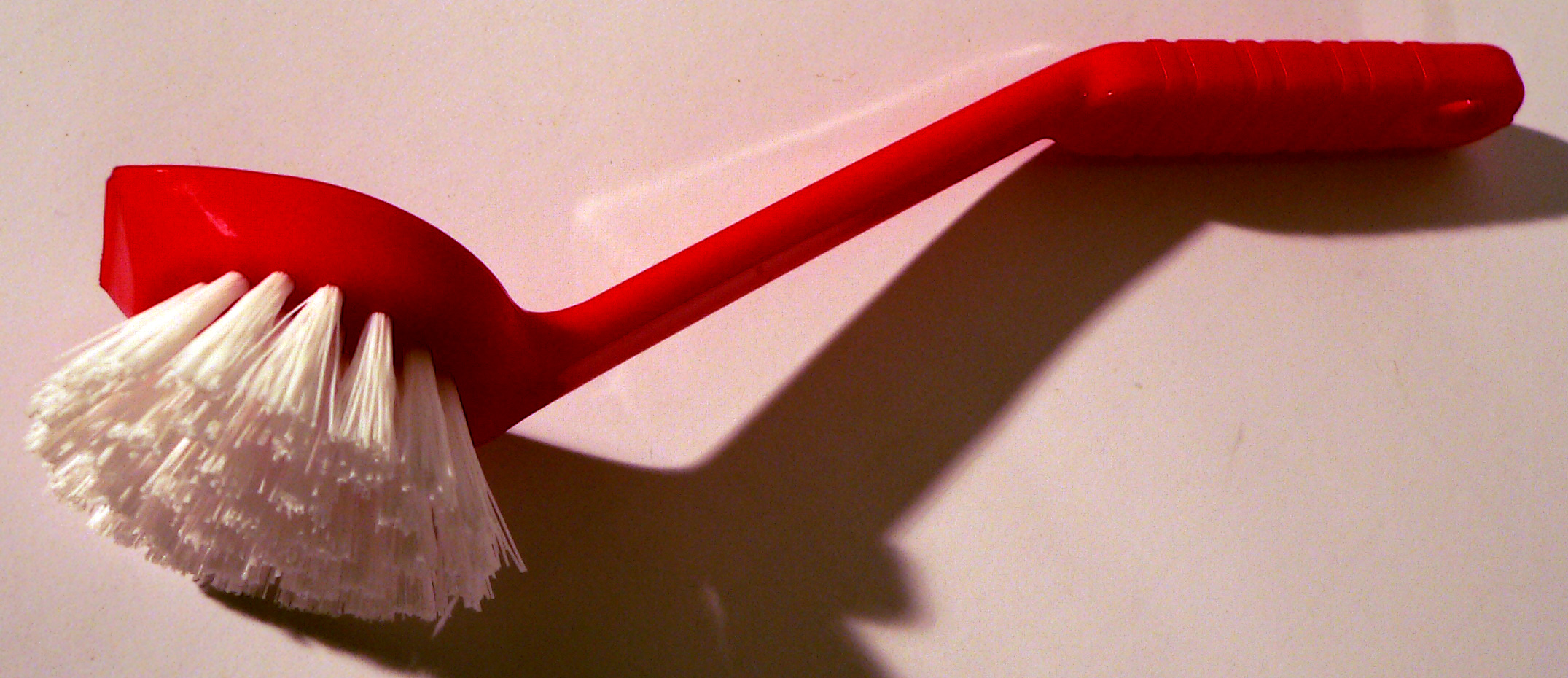
Mosókefe

A kefe ruhadarabok stb. tisztítására vagy valamely folyékony/pépszerű anyagnak kemény felületre való felvitelére szolgáló eszköz. Készítenek kefét disznósörtéből, ló- vagy kecskeszőrből, növényrostokból, fémdrótból vagy műanyagból; a szőrt vagy drótot aztán egy darab fába (kefefába), csontba, elefántcsontba vagy fémbe erősítik. A különböző használat szerint a sörték puhák vagy kemények és merevek. Az előbbiekhez tartoznak a bársonykefék, az utóbbiakhoz a haj- és fogkefék. Lókefének vagy kártolónak nevezik az olyan kefét, amellyel a lovak szőréből a port kikefélik (kártolják); palackkefe az, amelynek szőre egy drót köré van fonva és amely palackok, üvegek tisztítására szolgál; a piasszava-rostokból készült kefék a padló súrolására valók. A fémek felszíni tisztítására különösen a galvanosztégiai és plasztikai, továbbá a fém- és vasöntőműhelyekben használják az acél-, kovácsvas- és sárgarézdrótból készített keféket. A munka neme szerint a használt drótszálak finomsága és a kefe alakja igen változó. Ha a fém fényesre csiszolt felszínét bágyasztani akarják, fémbojtokkal felszerelt körforgó keféket használnak, ezek a fém felszínén apró barázdákat vágnak s így annak simaságát és fényét elveszik. Drótkeféket a szőr és gyapotiparban is használnak, dróthajkeféket is készítenek.